# WISE 0535−7500
WISE J053516.80−750024.9 (designação abreviada para WISE 0535−7500) é uma (sub-)anã marrom de classe espectral ≥Y1, localizada na constelação de Mensa. Estima-se que ela esteja localizada a aproximadamente 13 anos-luz da Terra. Em outubro de 2015, tornou-se na terceira mais próxima anã Y, depois WISE 0855-0714 e WISE 0350-5658. É mais perto do que todos, mas quatro estrelas olho nu, e o trigéssimo primeiro sistema estelar mais próximo do Sistema Solar. Se for uma subanã marrom, ela é a segunda mais próxima, a mais próxima é provavelmene a WISE 0855-0714. Se for uma anã marrom, então é a nona anã marrom mais próxima.

## Descoerta
Esta anã marrom foi descoberta em 2012 por J. Davy Kirkpatrick et al. a partir de dados coletados pelo Wide-field Infrared Survey Explorer (WISE), no infravermelho em um comprimento de onda de 40 cm, cuja missão durou de dezembro de 2009 a fevereiro de 2011. Em 2012 Kirkpatrick et al. publicou um artigo no The Astrophysical Journal, onde apresentou a descoberta de sete novas anãs marrons de tipo espectral Y que tinham sido encontrados pelo WISE, entre os quais estava a WISE 0535−7500.